# 平井一正 (重量挙げ選手)
平井 一正（ひらい かずまさ、1949年11月21日 - ）は、日本のスポーツ科学研究者、名古屋産業大学教授。1970年代には重量挙げ選手として活躍し、1976年モントリオールオリンピックでは男子フェザー級銅メダリストとなった。モスクワオリンピック代表にも選出されていたが、日本のボイコットにより不参加となった。

## 経歴
岡山県出身。岡山市の関西高等学校の2年生のときに重量挙げを始め、中京大学に進んだ。1972年、中京大学体育学部体育学科を卒業したが、重量挙げ選手を続けることを断念し、岡山県に戻って日本料理店で板前として働いた。しかし、三重県で重量挙げの指導者をしていた平岡一能に指導され、三重県へ移って高校の教員となり、競技に復帰した。
三重県立亀山高等学校教諭であった1974年にテヘランで開催された第7回アジア競技大会では、フェザー級でスナッチ、ジャーク、トータルすべてで金メダルを獲得した。
1976年のモントリオールオリンピックでは男子フェザー級で、手の皮がめくれるアクシデントに見舞われながら、銅メダリストとなった。帰国後には佐賀県で行われた第31回国体出場。同年10月26日には成人フェザー級スナッチで、自己の国内公認記録を1.5kg上回る127.5kgの記録を出した。
1978年にバンコクで開催された第8回アジア競技大会でも、平井はフェザー級で金メダルをとり、アジア大会2連覇を果たした。
現役時代の平井は、全日本ウエイトリフティング選手権大会優勝5回（第33回、第34回、第36回、第38回、第39回）を数えた。
四日市中央工業高等学校教諭だった2008年には、平成19年度文部科学大臣優秀教員表彰を受けた。
その後、名古屋産業大学准教授を経て教授となった。